# Two Ghosts
Two Ghosts is een nummer van de Britse zanger Harry Styles uit 2017. Het is de tweede single van zijn titelloze debuutalbum.
Het nummer gaat over een relatie die op is en waar niet veel meer uit te halen valt. Het nummer werd lang niet zo'n grote hit als voorganger "Sign of the Times". Zo haalde het in het Verenigd Koninkrijk de 58e positie, en in Vlaanderen de 5e positie in de Tipparade. In Nederland haalde het nummer geen hitlijsten, maar werd het wel een klein radiohitje.